# Vyznamenaná pitomost
Vyznamenaná pitomost (v anglickém originále The Red Badge of Gayness) je čtrnáctý díl třetí řady amerického komediálního animovaného televizního seriálu Městečko South Park. 

## Děj
Eric se se Stanem a Kylem vsadí, že pokud Jih vyhraje proti Severu rekonstrukční bitvu o South Park, tak se na dva měsíce stanou jeho otroky. Zároveň platí, že pokud vyhraje Sever, Eric bude 2 měsícem otrokem Stana a Kylea. Eric, převlečený za Roberta E. Leeho, díky alkoholu pomůže přesvědčit lidi reprezentující Jižany, kteří mají rekonstrukční bitvu prohrát, aby povstali. Ericovo vojsko se rozrůstá a postupně dobývá celý Jih, až přinutí Billa Clintona podepsat dokument, kterým uznává samostatnost Konfederace. Kyle a Stan však Erica přelstí, jelikož se převlečou za Abrahama Lincolna a Jeffersona Davise. Když se Davis veřejně vzdá, jižanští vojáci ho poslechnou. Eric se ale nestane otrokem, protože Sever vyhrál válku, takže nemůže být uvržen do otroctví, protože bylo zrušeno.